# Solegnathus robustus
Solegnathus robustus là một loài cá thuộc họ Syngnathidae. Chúng là loài đặc hữu của Úc.